# 美国驻韩太空军
美国驻韩太空军（英语：U.S. Space Forces-Korea，缩写SPACEFOR-KOR），简称驻韩太空军，是美国太空军的组成部队一级司令部、美国印度洋-太平洋司令部太空军的下属单位，以及驻韩美军的太空组成部队。

## 历史

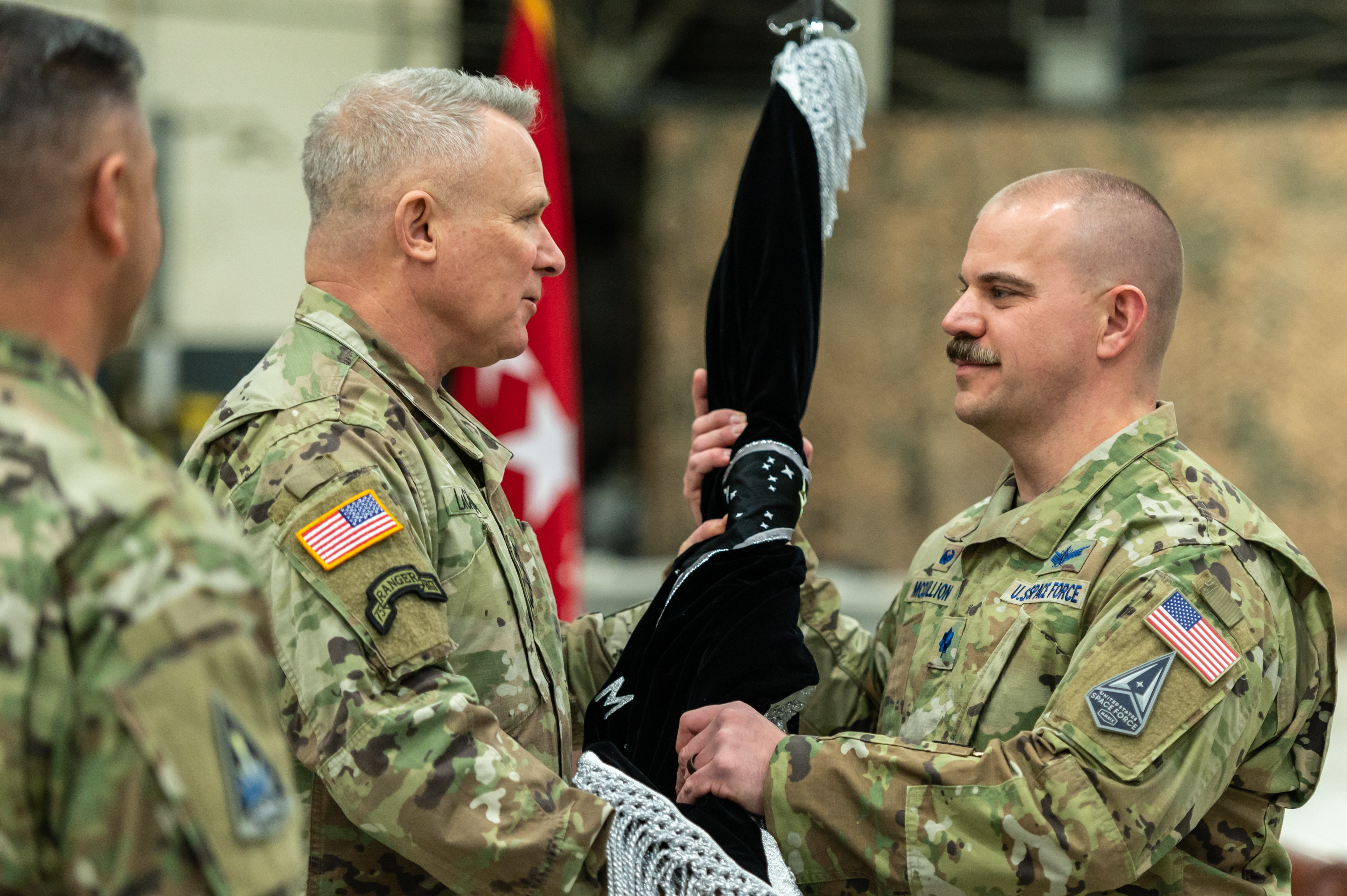
2022年12月14日，保罗·J·拉卡梅拉陆军上将在驻韩太空军成立仪式上将军旗交给麦卡利恩太空军中校

驻韩太空军于2022年12月14日在韩国京畿道乌山空军基地成立，驻韩美军司令保罗·J·拉卡梅拉上将和印太司令部太空军司令安东尼·J·马斯塔利尔准将出席仪式，前者为该部首任司令约书亚·麦卡利恩中校授旗。
驻韩太空军是美国太空军成立的第三个组成部队一级司令部——第一个是印太司令部太空军，成立于2022年11月22日；第二个是中央司令部太空军，成立于2022年12月2日。

## 历任指挥官
| 任次 | 肖像 | 姓名                             | 军衔 | 就任时间       | 卸任时间 |
| ---- | ---- | -------------------------------- | ---- | -------------- | -------- |
| 1    |      | 约书亚·麦卡利恩 Joshua McCullion | 中校 | 2022年12月14日 | 现任     |